# 雷丁發電廠
雷丁發電廠（希伯來語：תחנת הכוח רדינג）是以色列的一座使用天然氣作為發電燃料的發電廠，為以色列中部的特拉維夫區提供電力。這座發電廠位於特拉維夫西北部的雅孔河河口。

## 歷史

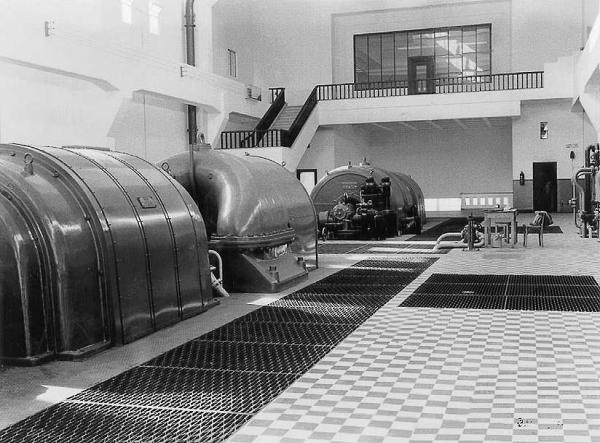
1939年時的渦輪廳

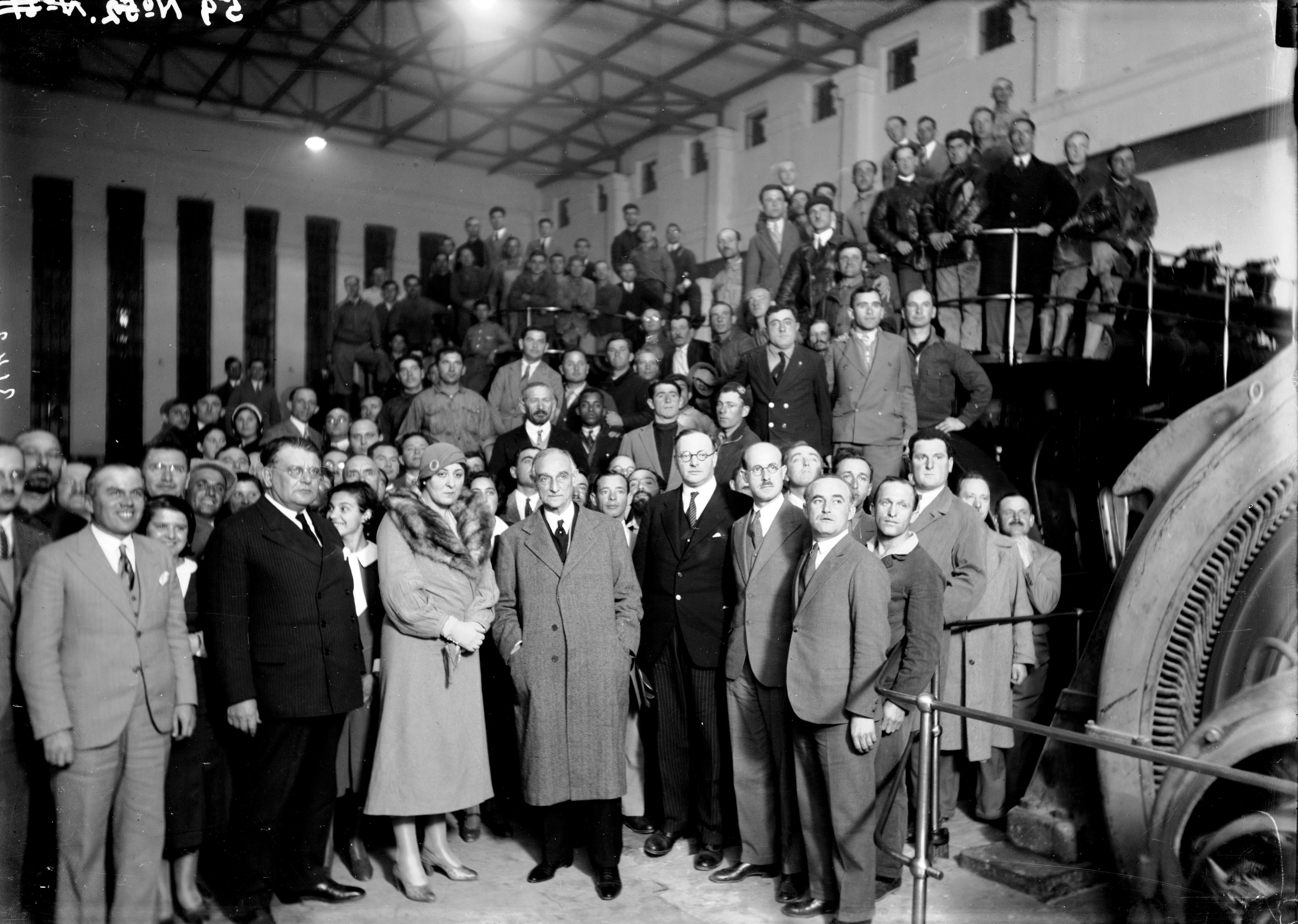
雷丁勳爵和他的夫人在1930年代參觀海法發電廠

### 古代
新亞述帝國於西元前8世紀在雅孔河北岸設防。1934年，這裡的特爾庫達迪被定為考古遺跡。在發電廠開始修建之前，這裡在1937年至1938年進行考古發掘。巴勒斯坦電力公司的創始人皮尼亞斯·魯滕貝格資助了考古發掘活動。這次發掘發現了兩座連續的新亞述堡壘遺跡，其中之一的歷史可追溯至西元前8世紀後期。

### 英國託管時期
雷丁發電廠修建於1938年，擁有以色列第一台渦輪發電機，容量為12兆瓦。這座發電站以第一代雷丁侯爵魯弗斯·艾薩克命名。他曾擔任英格蘭及威爾斯首席法官和印度總督，並在1926年擔任巴勒斯坦電力公司董事長。
發電廠建築由Ed Rosenhak設計。中央是一座三層塔樓，兩側有兩個相同的側樓，並有一個面向城市的大入口。

### 以色列獨立後
在1948年第一次中東戰爭期間，雷丁發電廠在空襲中倖免於難。
環保團體抗議這座發電廠污染特拉維夫都市區的空氣，並且也污染了雅孔河。2006年年初，由於未能遵守環保法規，雷丁發電廠被部分關閉。該法律要求發電廠使用天然氣，而非重油作為發電燃料能源。此後雷丁發電廠重新開業，並且完全使用天然氣發電，明顯減少了發電產生的污染。

## 修復
雷丁發電廠以其1930年代風格的建築外觀而著稱，現已恢復到最初的狀態。一個保護項目現正進行，以修復1950年代的主要發電大廳雷丁A。2011年，在雷丁發電廠以西修建了一個面積15英畝的公園，並鋪設了連接發電廠和特拉維夫港及北部海灘的木板路。

## 外部連結
- 维基共享资源上的相關多媒體資源：雷丁發電廠